# Штормтрап

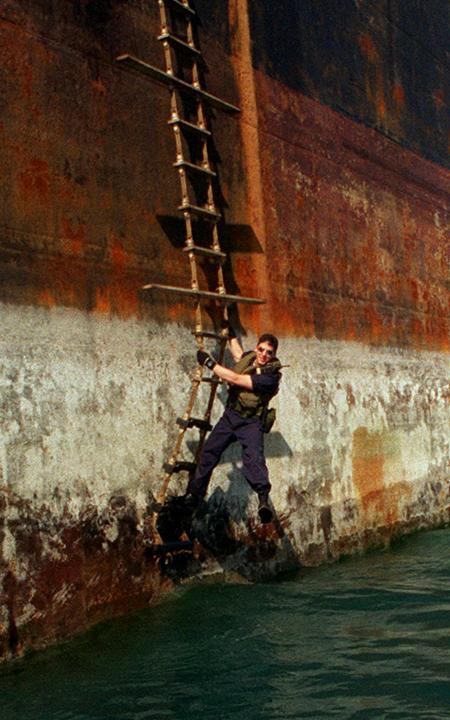
Штормтрап (штормовий трап)

Штормтра́п (штормовий трап) — різновид мотузкової драбини з дерев'яними щаблями (балясинами), що використовується на флоті. Опущена по зовнішньому борту або підвішена до вистрілу і служить для підйому на військовий корабель або торгове судно.
Штормтрап знаходиться біля борту судна (корабля) в місці посадки в рятувальні шлюпки, рятувальні плоти, лоцманський катер та інші плавзасоби.